# Zobecněná hypotéza kontinua
Zobecněná hypotéza kontinua (označovaná často zkratkou GCH z anglického Generalized Continuum Hypothesis) je matematická hypotéza z oboru teorie množin, konkrétněji z oboru kardinální aritmetiky.

## Formulace hypotézy
Zobecněnou hypotézu kontinua formuloval v roce 1908 Felix Hausdorff v následující podobě:
Pro každé ordinální číslo {\displaystyle \alpha \,\!} platí:

{\displaystyle 2^{\aleph _{\alpha }}=\aleph _{\alpha +1}}
Zobecněná hypotéza kontinua tedy v podstatě tvrdí, že neexistuje žádná mohutnost mezi kardinálním číslem {\displaystyle \aleph _{\alpha }} a mohutností jeho potenční množiny {\displaystyle P(\aleph _{\alpha })=2^{\aleph _{\alpha }}}.
Speciálně pro {\displaystyle \alpha =0\,\!} dostáváme {\displaystyle 2^{\aleph _{0}}=\aleph _{1}}, což není nic jiného, než Cantorova hypotéza kontinua (CH), která tvrdí, že nejmenší nespočetnou mohutností je mohutnost kontinua, tj. množiny reálných čísel.

## Řešení GCH
Kurt Gödel ukázal ve 40. letech 20. století, že GCH je bezesporná s axiomy Zermelo-Fraenkelovy teorie množin (ZF) – to znamená, že v ZF nelze dokázat její opak. (Přesnější by bylo mluvit o relativní bezespornosti – pokud je bezesporná ZF, pak je bezesporná i ZF obohacená o GCH.)
K důkazu použil třídy tzv. konstruovatelných množin – jedná se vnitřní model teorie množin (pokud přijmeme navíc axiom konstruovatelnosti – tj. předpoklad, že všechny množiny jsou konstruovatelné), ve kterém lze dokázat GCH.
Zajímavým výsledkem z roku 1960 je, že z GCH vyplývá platnost axiomu výběru – to znamená, že teorie vzniklá ze ZF přijmutím GCH je přimejmenším stejně silná, jako ZFC.